# 希格雷區
51°52′N 36°56′E / 51.867°N 36.933°E
希格雷區（俄语：Щигровский район），是俄羅斯的一個區，位於該國西部，由庫爾斯克州負責管轄，面積1,220平方公里，2010年人口11,994，人口密度每平方公里9.83人。